# Jana Gantnerová-Šoltýsová
Jana Gantnerová-Šoltýsová, slovaška alpska smučarka, * 30. september 1959, Kežmarok, Češkoslovaška.
Nastopila je na treh olimpijskih igrah, najboljšo uvrstitev je dosegla leta 1984 s petim mestom v smuku. Na ločenih svetovnih prvenstvih je nastopila dvakrat. V svetovnem pokalu je tekmovala enajst sezon med letoma 1975 in 1985 ter dosegla eno zmago in še dve uvrstitvi na stopničke, vse v smuku. V skupnem seštevku svetovnega pokala je bila najvišje na trinajstem mestu leta 1980, ko je bila tudi peta v smukaškem seštevku.
Njena stric Anton Šoltýs in hči Jana Gantnerová sta oziroma sta bila prav tako alpska smučarja.